# 卡羅林那長鰭鱈
卡羅林那長鰭鱈，為輻鰭魚綱鱈形目褐鱈科的其中一種，分布於中西大西洋美國東南部海域，為亞熱帶海水魚，深度0-81公尺，體長可達45公分，棲息在底層水域，生活習性不明。

## 扩展阅读
- 维基共享资源上的相關多媒體資源：卡羅林那長鰭鱈